# 新埔 (苗栗縣)
新埔，是臺灣苗栗縣通霄鎮的一個傳統地域名稱，位於該鎮北部。相較於今日行政區，其範圍大致為新埔里不含最南端。

## 歷史
台灣清治末期至日治初期，新埔地區為一街庄，稱為「新埔庄」，隸屬於苗栗二堡。該庄北及東與內湖島庄為鄰，東南與北勢窩庄為鄰，南邊為通霄灣庄，西邊臨海。
1901年（日治明治三十四年）11月，該庄隸屬於苗栗廳。1909年（明治四十二年）10月，改隸屬於新竹廳。1920年（大正九年），該庄改制為「新埔」大字，隸屬於新竹州苗栗郡通霄庄
戰後通霄庄改制為通霄鄉，隸屬於新竹縣，大字改制為村。1948年，通霄鄉改制為通霄鎮，村亦改制為里。1950年桃、竹、苗分治，通霄鎮改隸屬於重新成立的苗栗縣。

## 交通
台鐵海線大致以北北東—南南西走向經過新埔地區西部，境內設有新埔車站，屬甲種簡易站，僅停靠區間車。
省道台1線、台61線共線經過本地區，路徑位於鐵路東側。北側分線處位於往白沙屯聚落東郊，南側分線處位於下通霄灣通霄連絡道路口。其中省道台1線又稱「縱貫公路」，是臺北至屏東楓港的平面幹道，向北可前往後龍、頭份、新竹等地，向南可前往苑裡、大甲、清水、彰化等地。省道台61線又稱「西部濱海快速公路」，是新北八里至臺南安南的濱海快速公路，由該道路可快速前往台灣西部海岸各地。

## 學校
- 新埔國小